# Lisle (villa)
Lisle es una villa ubicada en el condado de Broome en el estado estadounidense de Nueva York. En el año 2000 tenía una población de 302 habitantes y una densidad poblacional de 125 personas por km².

## Geografía
Lisle se encuentra ubicada en las coordenadas 42°21′2″N 76°0′10″O / 42.35056, -76.00278.

## Demografía
Según la Oficina del Censo en 2000 los ingresos medios por hogar en la localidad eran de $33,750, y los ingresos medios por familia eran $45,625. Los hombres tenían unos ingresos medios de $31,797 frente a los $26,250 para las mujeres. La renta per cápita para la localidad era de $14,685. Alrededor del 12.6% de la población estaban por debajo del umbral de pobreza.